# Psacalium
Psacalium es un género de plantas herbáceas perteneciente a la familia de las asteráceas. Comprende 61 especies descritas y de estas, solo 47 aceptadas.

## Taxonomía
El género fue descrito por  Alexandre Henri Gabriel de Cassini y publicado en Dictionnaire des Sciences Naturelles [Second edition] 43: 461–462. 1826.

## Especies aceptadas
A continuación se brinda un listado de las especies del género Psacalium aceptadas hasta agosto de 2012, ordenadas alfabéticamente. Para cada una se indica el nombre binomial seguido del autor, abreviado según las convenciones y usos.
1. Psacalium amplifolium (DC.) H.Rob. & Brettell
2. Psacalium amplum (Rydb.) H.Rob. & Brettell
3. Psacalium beamanii H.Rob.
4. Psacalium brachycomum (S.F.Blake) H.Rob. & Brettell
5. Psacalium calvum (Brandegee) Pippen
6. Psacalium cervinum (Rydb.) H.Rob. & Brettell
7. Psacalium cirsiifolium (Zucc.) H.Rob. & Brettell
8. Psacalium cronquistiorum B.L.Turner
9. Psacalium decompositum (A.Gray) H.Rob. & Brettell
10. Psacalium eriocarpum (S.F.Blake) S.F.Blake
11. Psacalium filicifolium (Rydb.) H.Rob. & Brettell
12. Psacalium glabratum (Kunth) DC.
13. Psacalium globosum (B.L.Rob. & Fernald) H.Rob. & Brettell
14. Psacalium goldsmithii (B.L.Rob.) H.Rob. & Brettell
15. Psacalium guatemalense (Standl. & Steyerm.) Cuatrec.
16. Psacalium guerreroanum B.L.Turner
17. Psacalium hintonii (Pippen) H.Rob. & Brettell
18. Psacalium hintoniorum B.L.Turner
19. Psacalium holwayanum (B.L.Rob.) Rydb.
20. Psacalium laxiflorum Benth.
21. Psacalium matudae H.Rob. & Brettell
22. Psacalium megaphyllum (B.L.Rob. & Greenm.) Rydb.
23. Psacalium mollifolium S.F.Blake
24. Psacalium multilobum (Pippen) H.Rob. & Brettell
25. Psacalium nanum Pippen
26. Psacalium napellifolium (S.Schauer) H.Rob. & Brettell
27. Psacalium nelsonii Rydb.
28. Psacalium nephrophyllum (Rydb.) H.Rob. & Brettell
29. Psacalium obtusilobum (B.L.Rob. & Greenm.) Rydb.
30. Psacalium pachyphyllum (Sch.Bip. ex Sch.Bip.) H.Rob. & Brettell
31. Psacalium palmeri (Greene) H.Rob. & Brettell
32. Psacalium paucicapitatum (B.L.Rob. & Greenm.) H.Rob. & Brettell
33. Psacalium peltatum (Kunth) Cass.
34. Psacalium peltigerum (B.L.Rob. & Seaton) Rydb.
35. Psacalium pentaflorum B.L.Turner
36. Psacalium perezii B.L.Turner
37. Psacalium pinetorum (Standl. & Steyerm.) Cuatrec.
38. Psacalium platylepis (B.L.Rob. & Seaton) H.Rob. & Brettell
39. Psacalium poculiferum (S.Watson) Rydb.
40. Psacalium pringlei (S.Watson) H.Rob. & Brettell
41. Psacalium radulifolium (Kunth) H.Rob. & Brettell
42. Psacalium schillingii Panero & Villaseñor
43. Psacalium sharpii B.L.Turner
44. Psacalium silphiifolium (B.L.Rob. & Greenm.) H.Rob. & Brettell
45. Psacalium sinuatum (Cerv.) H.Rob. & Brettell
46. Psacalium tabulare Rydb.
47. Psacalium tussilaginoides (Kunth) H.Rob. & Brettell